# Caririberotha martinsi
Caririberotha martinsi (лат.) — ископаемый вид сетчатокрылых насекомых из рода Caririberotha семейства беротид (Berothidae). Обнаружены в нижнемеловых отложений Южной Америки (Crato Formation, Бразилия).
Вид был впервые описан в 1990 году бразильскими палеоэнтомологами Р. Мартинс-Нето (Martins-Neto R. G.) и М. Вулкано (Vulcano M. A.).
Вместе с другими ископаемыми видами сетчатокрылых насекомых, такими как Paraberotha acra, Libanosemidalis hammanaensis, Banoberotha enigmatica, Alloberotha petrulevicii, Sinosmylites rasnitsyni, Oisea celinea, Eorhachiberotha burmitica, Raptorapax terribilissima, Oloberotha sinica, Ethiroberotha elongata, Araripeberotha fairchildi, Dasyberotha eucharis, Chimerhachiberotha acrasarii являются одними из древнейших представителей беротид и всего отряда Neuroptera в целом, что было показано в 2011 году при ревизии палеофауны палеоэнтомологами Владимиром Макаркиным (Биолого-почвенный институт ДВО РАН, Владивосток) и его китайскими коллегами Ц. Яном и Д. Женэм (Qiang Yang, Dong Ren; College of Life Sciences, Capital Normal University, Пекин, Китай).